# Parafia św. Elżbiety Węgierskiej i Miłosierdzia Bożego w Podorosku
Parafia św. Elżbiety Węgierskiej i Miłosierdzia Bożego w Podorosku – rzymskokatolicka parafia znajdująca się w Podorosku, w diecezji grodzieńskiej, w dekanacie Wołkowysk, na Białorusi.

## Historia
Pierwszy kościół w Podorosku powstał w 1522. Był on fundacji Kłoczków - ówczesnych właścicieli majątku. W XVII w. podoroska parafia zanikła, prawdopodobnie przez działanie protestantów.
W 1630 właścicielka Podoroska Maryna Kłoczkówna Podoroska ufundowała tu prawosławną cerkiew. W 1643 tutejszy zakonnicy przyjęli unię brzeską. W XVIII w. w miejsce drewnianej cerkwi wzniesiono świątynię murowaną, która otrzymała wezwanie św. Elżbiety Węgierskiej.
W 1839 władze carskie odebrały cerkiew unitom i przekazały prawosławnym. Taki stan rzeczy trwał do 1925, gdy katolicy odzyskali budynek (jako, że nie istniał tu już wówczas Kościół unicki, parafia odrodziła się w 1921 jako rzymskokatolicka). W latach międzywojennych parafia leżała w archidiecezji wileńskiej, w dekanacie wołkowyskim. Przed II wojną światową liczyła ponad 2000 wiernych.
Funkcjonowała ona do czasu aresztowania proboszcza ks. Michała Szamkowicza w 1947. Następnie komuniści znacjonalizowali kościół i przekształcili go w magazyn. Na fali zwrotów dawnych świątyń w latach 80. władze przekazały kościół prawosławnym i obecnie służy jako cerkiew tego wyznania. Katolicy otrzymali w 1991 były magazyn chemikaliów (przedwojenny klub strażaków), który do 1993 wierni wyremontowali i przystosowali do pełnienia funkcji liturgicznych. W 1993 został on poświęcony przez biskupa grodzieńskiego Aleksandra Kaszkiewicza. Dodano wówczas drugie wezwanie Miłosierdzia Bożego.
Z parafii pochodził Maksymilian Stanisław Ryłło SI.